# Euschmidtia bidens
Euschmidtia bidens är en insektsart som beskrevs av Marius Descamps 1964. Euschmidtia bidens ingår i släktet Euschmidtia och familjen Euschmidtiidae. Inga underarter finns listade i Catalogue of Life.